# 馬約-扎納加州

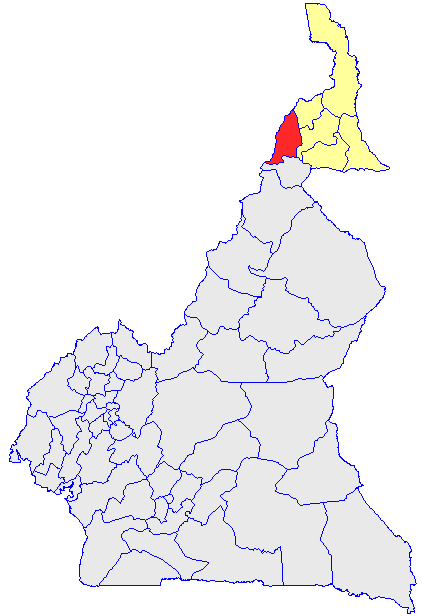

10°44′24″N 13°48′10″E / 10.74000°N 13.80278°E
馬約-扎納加州（法語：Mayo-Tsanaga），是喀麥隆的58個州份之一，位於該國北部，由極北區負責管轄，東北面是馬約-薩瓦州，面積4,393平方公里，2005年人口699,971，人口密度每平方公里159.3人。